# Darin Brooks
Darin Lee Brooks (Honolulu, Hawaii, 1984. május 27. –) amerikai színész. 
Fontosabb alakításai közé tartozik Max Brady az Ármány és szenvedély vagy Alex Moran a Blue Mountain State című sorozatokban.

## Fiatalkora
Honoluluban, Hawaiin született és nevelkedett, ír, lengyel, belga és norvég felmenőkkel rendelkező családban. Szenvedélye a szörfözés volt, de szeret gördeszkázni, baseballozni, amerikai és európai focizni. Imád még gitározni, basszusgitározni és dobolni. 
A középiskolában, a Kaiser High Schoolban egy rockzenekarban zenélt, dobolt és gitározott. 2002-ben érettségizett. 

## Színészi pályafutása
Színészi karrierjét egy középiskolai színházi programmal kezdte. Rapunzel hercegét játszotta a Vadregény című darabban. Miután elkötelezte magát a színjátszás mellett, képezni kezdte magát ezen a téren. Modellkedéssel is foglalkozott és statisztaként játszott filmekben. Kathy Henderson castingrendező fedezte fel. 
Los Angelesbe költözve folytatta színészi tanulmányait, és ügynököt szerzett. Két évvel a költözés után Max Bradyként főszereplője lett az NBC Ármány és szenvedély című délutáni drámasorozatának. 2010–2011 között a Blue Mountain State-ben szerepelt, mint Alex Moran.
2010-ben a Miss Behave című websorozatban tűnt fel, melyben szintén szerepelt az Ármány és szenvedély több sztárja.

## Filmográfia

### Film
| Év   | Cím                      | Szerep           |
| ---- | ------------------------ | ---------------- |
| 2005 | Staring at the Sun       | dohányos         |
| 2010 | Spotlight                | Austin Pembelton |
| 2012 | Liars All                | Brax             |
| 2012 | Bad Girls                | Benny            |
| 2012 | Choices                  | Jeff Hayes       |
| 2012 | Kiből lesz a cserebogár? | Kevin            |

### Televízió
| Év        | Magyar cím              | Eredeti cím         | Szerep      | Megjegyzés          |
| --------- | ----------------------- | ------------------- | ----------- | ------------------- |
| 2005—2010 | Ármány és szenvedély    | Days of Our Lives   | Max Brady   | állandó szereplő    |
| 2010      |                         | Miss Behave         | Mr. Owens   | visszatérő szereplő |
| 2010—2011 |                         | Blue Mountain State | Alex Moran  | állandó szereplő    |
| 2011      | CSI: Miami helyszínelők | CSI: Miami          | Ian Kaufman | 1 epizód            |
| 2011      | Castle                  | Castle              | Nick, Jr.   | 1 epizód            |

## Díjak és jelölések
| Év   | Díj              | Kategória                              | Jelölt mű            | Eredmény |
| ---- | ---------------- | -------------------------------------- | -------------------- | -------- |
| 2008 | Daytime Emmy-díj | Legjobb fiatal színész drámasorozatban | Ármány és szenvedély | Jelölve  |
| 2009 | Daytime Emmy-díj | Legjobb fiatal színész drámasorozatban | Ármány és szenvedély | Elnyerte |